# 밀레 밀리아
밀레 밀리아(이탈리아어: Mille Miglia, lit. '1,000 마일')는 1927년부터 1958년까지 열렸던 이탈리아의 공도 모터스포츠 내구 레이스이다. 프란코 마초티와 아이모 마지가 창시했으며 1957년까지 총 24회 열렸다. 이 대회는 1953년부터 1957년까지 월드 스포츠카 챔피언십의 라운드에 포함되었다.
1977년부터 "밀레 밀리아"는 클래식 차량, 빈티지 차량의 레귤레러티 랠리 대회로 새롭게 개최되었다. 1957년 이전에 제조된 차량으로 한정되어 개최되며, 본래 밀레 밀리아 대회와 유사하게 브레시아에서 로마를 돌아 브레시아에서 마치는 코스로 구성되어 있다.
대회 최다 우승자는 4회 우승을 차지한 클레멘테 비온데티이다.

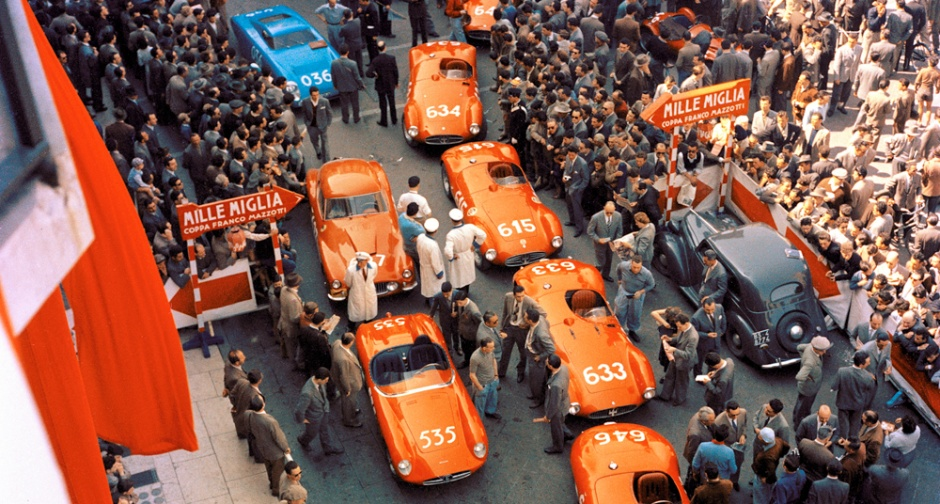
1955년 밀레 밀리아 출발을 준비하는 차량들